# Isabella Vaj
Isabella Vaj (Milano, 11 ottobre 1939 – Milano, 5 novembre 2018) è stata una linguista, archeologa, traduttrice e scrittrice italiana.

## Biografia
Laureata in Lingue, prima di svolgere a tempo pieno l’attività di traduttrice si dedicò con passione all'insegnamento e alla scrittura di testi scolastici d’inglese, creando un nuovo metodo grammaticale. Dopo il conseguimento di una seconda laurea, in Lettere con percorso archeologico, collaborò con il prof. Antonio Frova e con le prof.sse Maria Pia Rossignani e Silvia Lusuardi Siena negli scavi a Luni e alla rivista «Quaderni del Centro Studi Lunensi».
Contribuì all'allestimento di mostre e musei sugli Etruschi in Padania e produsse numerose pubblicazioni in campo archeologico. Si diplomò inoltre in lingua e cultura araba all'IsIAO di Milano. L’interesse per la cultura islamica la condusse in numerosi viaggi di studio in Medio Oriente, Asia Centrale e nord Africa.
Fu autrice di Desiderata (Cividale del Friuli, 2006), un lungo racconto onirico che riscrive la storia di Desiderata intrecciando archeologia e arte islamica.
Tra i circa venti libri tradotti dall'inglese, compaiono tutti quelli di Khaled Hosseini: la sua versione italiana di Mille splendidi soli vinse nel 2007 il Premio Procida – Elsa Morante per la traduzione.
Proprio lo studio preparatorio alla traduzione dei libri di Hosseini le ispirò il suo libro Il cacciatore di storie (Piemme, Milano 2009), un viaggio alla scoperta della millenaria cultura del popolo afghano, con la storia, le tradizioni, i miti, le leggende e le ricchezze artistiche e naturali che lo caratterizzano.
Ha vissuto «come una signora dell'Ottocento», nel bel mezzo della Chinatown milanese, rifiutando cellulare e televisione, circondata dagli amici, dalla sua amata gatta, dalle sue piante e dai suoi libri.

## Opere
- Il duomo di Venzone: guida breve (Associazione Amici di Venzone 1995)
- Desiderata (Cividale del Friuli 2006)
- il cacciatore di storie (Piemme, Milano 2009)

### Testi di didattica dell’inglese
- (con R. Colle) Passport to Britain, Editrice Lattes, Torino 1968.
- (con R. Colle) L’esame di inglese, Editrice Lattes, Torino 1974,1982.
- (con P. Collins) High-Fi, Editrice Lattes, Torino 1978.
- (con R. Colle) Corso di lingua inglese per le scuole medie superiori, Ed. Lattes Torino 1975,1981
- (con R. Colle) What’s on?, Editrice Lattes, Torino 1983.
- (con D. Sweden) On the Air, Editrice Lattes, Torino 1980, 1987.

### Traduzioni
- Vatikiotis P.J., Islam and the state, L’islam: stati senza nazioni, B. Mondadori, 1993
- Drakulić S., Balkan Express, B. Mondadori, 1993
- Hosseini Khaled, Kate Runner, Il cacciatore d’aquiloni, Piemme, 2003
- Mountain Fiona, Pale as the Dead, La bambina che amava la morte, Piemme, 2004
- Griggs Tim, The End of Winter, La notte della casa bruciata, Piemme, 2004
- Caldwell J.  & Thomason D., The Rule of Four, Il codice del quattro, Piemme, 2004
- Shanes Eric, Andy Warhol, Gribaudo 2005
- Wood Naomi, Mrs. Emingway, Quando amavamo Hemingway, Bookme, 2006
- Charles Victoria, Vincent van Gogh, Gribaudo, 2006
- Klimt Gustav, Gustav Klimt, Gribaudo, 2006
- Kalitina Nina, Monet, Gribaudo, 2006
- Ulinch Anya, Petropolis, Garzanti, 2007
- Lavigne Michael, Not me, La prima vita di Heshel Rosenheim, Piemme, 2007
- Hosseini Khaled, A Thousand Splendid Suns, Mille splendidi soli, Piemme 2007 (Per questa traduzione nel 2007 le è stato attribuito il premio Isola di Procida - Elsa Morante)
- Khadivi Laleh, The Age of Orphans, L’età degli orfani, Rizzoli, 2008
- Epstein Jennifer Cody, The Painter from Shanghai, La pittrice di Shanghai, Rizzoli, 2008
- Drew Alan, Gardens of Water, Nei giardini d’acqua, Piemme, 2009
- King Rachael, The Sound of Butterflies, La musica delle farfalle, Piemme, 2009
- Kwok Jean, Girl in Translation, La strada dei desideri segreti, Piemme, 2010
- Faruki Roopa, L’amore è una terra straniera, Rizzoli, 2011
- Obrecht Tea, The Taiger’s Wife, L’amante della tigre, Rizzoli, 2011
- Mengestu Dinaw, How to Read the Air, Leggere il vento, Piemme, 2011
- Hosseini Khaled, And the Mountain Echoed, E l’eco rispose, Piemme, 2013
- Robbins Emily, A Word of Love, L’amore è una terra straniera, De Agostini, 2018

### Attività di ricerca
Attività svolta prevalentemente in relazione a problemi museografici, attraverso la realizzazione di mostre e l'allestimento di musei archeologici sotto la direzione scientifica di R. De Marinis.
- 1986-87 mostra "Gli Etruschi a nord del Po", svoltasi presso la Galleria dell'Estivale del Palazzo Ducale di Mantova e collaborazione alla redazione del relativo catalogo in due vol. (Mantova 1986).
- 1987 mostra "Villaggi e necropoli dell'età del Bronzo nel territorio di Ostiglia", svoltasi presso il Palazzo del Comune di Ostiglia (Mantova) e collaborazione alla redazione del relativo catalogo (Mantova 1987).
- 1988 Allestimento del Museo Archeologico Nazionale, sezione di preistoria, Palazzo Ducale, Mantova.
- 1988 Progetto per l'allestimento del museo archeologico di Bagnolo San Vito (Mantova).
- 1989 Allestimento del Museo "G. Rambotti" di Desenzano del Garda (Brescia) e redazione delle schede didattiche.

Negli anni sopra indicati ha partecipato alle campagne di scavo del sito etrusco di Bagnolo San Vito e della necropoli dell'età del Bronzo di Ostiglia.
Dal 1976 al 1991 ha collaborato con il Centro Studi Lunensi, partecipando a numerose campagne di scavo a Luni, sotto la direzione scientifica di Maria Pia Rossignani e di Silvia Lusuardi Siena, occupandosi in particolare di problemi di restauro di materiali ceramici e lapidei. Ha collaborato alla rivista "Quaderni del Centro Studi Lunensi" di cui è stata segretaria di redazione.

### Contributi di archeologia
- Nota sul restauro e sulla tecnica di lavorazione di alcuni pettini ossei di Luni (con Santino Natasi "Quaderni del Centro Studi Lunensi", 3, 1978, pp. 87-96
- Nota sul restauro di un tratto di pavimentazione marmorea a Luni, in "Quaderni del Centro Studi Lunensi" 8, 1983, pp. 101-112.
- I pesi da telaio della casa R Gli Etruschi a nord del Po, vol. II, Mantova 1986, pp. 170-1
- "Chioccia d'oro: un toponimo tra storia e leggenda", in "Quaderni del Centro Studi Lunensi", n. s. 2, 1996, pp. 117-136.
- I mosaici della domus tardoantica di Oceano sottostante la cattedrale di Luni, in Atti del III Colloquio dell'Associazione Italiana per lo Studio e la Conservazione del Mosaico (Bordighera, 6-8 dicembre 1995), a c. di F. Guidobaldi, A. Guiglia Guidobaldi, Bordighera, 1996 b, pp. 25-38.
- Le scorrerie saracene a Luni nel quadro della presenza musulmana nel Mediterraneo centro-occidentale tra IX e XI secolo, in "Quaderni del Centro Studi Lunensi", n. s. 3, 1997, pp. 47-81
- Le porte lignee di Sant’Ambrogio (con Remo Cacitti), in La città e la sua memoria. Milano e la tradizione di sant' Ambrogio, 1. La Milano di Ambrogio, a c. di M.P. Rossignani, S. Lusuardi Siena, M. Sannazaro, (Electa ed.), Milano 1997, pp. 89-98.
- Esportazioni di marmo di Carrara a Marrakech nel tardo Cinquecento, in "Quaderni del Centro Studi Lunensi", n. s. 4, 1998, pp. 205-234.
- Progettazione urbana e successive trasformazioni a Luni. Il contributo degli scavi nell’area della Cattedrale. Incontro di studio in «Quaderni del Centro Studi Lunensi» n.s. 5, 1999 pp. 79-82.
- Il tempietto di Cividale e gli stucchi omayyadi, in Cividale Longobarda. Materiali per una rilettura archeologica, a c. di S. Lusuardi Siena, Milano 2002.
- La ricerca del Volto Santo (con Elisabetta Neri), in «Quaderni del Centro Studi Lunensi». n. s. 8, 2004,  pp.115-162
- Bibliografia archeologica di Luni, della Lunigiana e del golfo della Spezia dalla protostoria all’età medioevale (con Grazia Facchinetti e Elisabetta Neri), in «Quaderni del Centro Studi Lunensi». n. s. 8, 2004, pp.174-177.
- Reimpiego di campane spagnole in lampadari della Grande Moschea di Fes e di Taza (Marocco, XII-XIV secolo), in Del fondere campane. Dall’archeologia alla produzione. Quadri regionali per l’Italia Settentrionale, Atti del Convegno (Milano, Università Cattolica del Sacro Cuore, 23-25 febbraio 2006) a c. di Silvia Lusuardi Siena e Elisabetta Neri, Firenze 2006, pp.169-180.

- Il mago Merlino non c’entra. Sull’interpretazione in archeologia (con F, Sacchi), in Quaderni de gli argonauti, n.18, dic. 2009, pp. 85-96.
- Antonio Frova in Bulgaria: racconti e ricordi, in Atti della giornata in ricordo di Antonio Frova (Milano, Università Cattolica del Sacro Cuore, 25 maggio 2009) - «Quaderni del Centro Studi Lunensi», n. s. 9, 2013, pp. 107-113.

### Contributi sulla traduzione
- Il traduttore come controfigura, in “del Libro”, anno XV, 2/2009, pp. 28-31.
- Gli afghani non cantano in giardino, in “PaginaUno, settembre 2010. Archiviato il 17 giugno 2019 in Internet Archive.
- La sella è nuova, ma l’asino è sempre quello, in “PaginaUno”, maggio 2011. Archiviato il 17 giugno 2019 in Internet Archive.
- L’ostello della lontananza, in rivista tradurre.it, 2, primavera 2012.
- Prestiti da non restituire, in rivista tradurre.it, 4, primavera 2013.
- Adottare una nomenclatura, in rivista tradurre.it, 4, 2014

### Altri contributi
- Curatrice della pubblicazione "Beni Architettonici ed Ambientali della Provincia di Milano" 1985
- Isa Vaj - Francesco Borella – articoli su Parco Nord Milano notizie 1985-1988
- Utile e Disuguale, La scuola di massa negli Stati Uniti (co.curatore G.Chiaretti), Marsilio, Venezia 1997
- Il sentimento del destino racconto su: viceVersa - rivista plurilingue-Montréal Canada n. 43, nov/dic 1993
- Beatrice racconto su: viceVersa - rivista plurilingue-Montréal Canada n. 49, gen/feb 1995
- Anni 2000 - Ha partecipato a corsi di bookbinding di antichi libri islamici del Montefiascone Conservation Project presso Il Seminario di Montefiascone (VT)
- 2015 Sul tradurre. Seminario presso Université Libanaise Faculté des Lettres et Sciences Humaines Département des Langues et Traduction
- 2000-2016 - Presentazioni di libri scritti e di libri tradotti, Conferenze sull’arte dello scrivere e del tradurre e su Arte e cultura islamica tenutesi in Lombardia – Liguria – Toscana – Lazio – Campania – Sardegna